# Дериглазова Інна Василівна
Інна Василівна Дериглазова (рос. Инна Васильевна Дериглазова, 10 березня 1990) — російська фехтувальниця, олімпійська чемпіонка (2016) та срібна призерка (2012) Олімпійських ігор, чотириразова чемпіонка світу та дворазова Європи, багаторазова призерка чемпіонатів світу та Європи.

## Виступи на Олімпіадах
| Олімпіада           | Дисципліна           | Місце |
| ------------------- | -------------------- | ----- |
| Лондон 2012         | індивідуальна рапіра | 18    |
| Лондон 2012         | рапіра, командні     | 2     |
| Ріо-де-Жанейро 2016 | індивідуальна рапіра | 1     |
| Токіо 2020          | індивідуальна рапіра | 2     |
| Токіо 2020          | командна рапіра      | 1     |

## Зовнішні посилання
- Інна Дериглазова — олімпійська статистика на сайті Sports-Reference.com (англ.) (архівна версія)